# Âmbula (Roma Antiga)

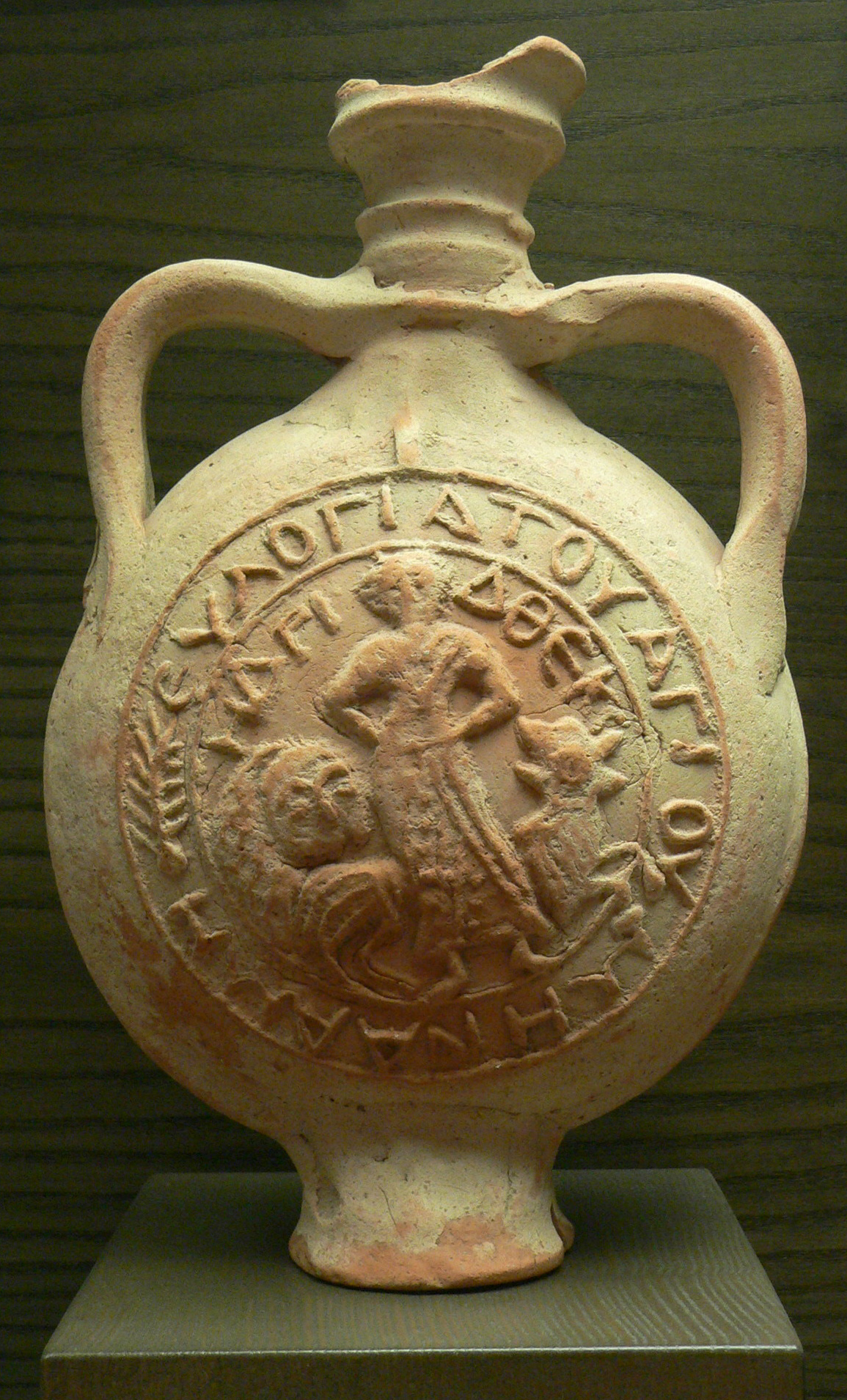
Âmbula representando São Menas e Santa Tecla (terracota, século VI, Museu do Louvre)

Ambula, Âmbula ou Ampula (em latim: Ampulla; pl. Ampullae) era, na Roma Antiga, um pequeno e quase esférico frasco com duas alças. A palavra é usada em arqueologia e deu origem à palavra em português "ampola".
O recipiente designado Santa Ampola, destruído na Revolução Francesa, fazia parte da joias da coroa francesa e tinha-se por origem divina. De modo similar, mas mais recente, é a ambula das joias da Coroa Britânica, um vaso de ouro em forma de águia do qual óleo é vertido pelo Arcebispo de Cantuária aquando da unção na cerimónia da Coroação do monarca britânico.